# Seppenhof

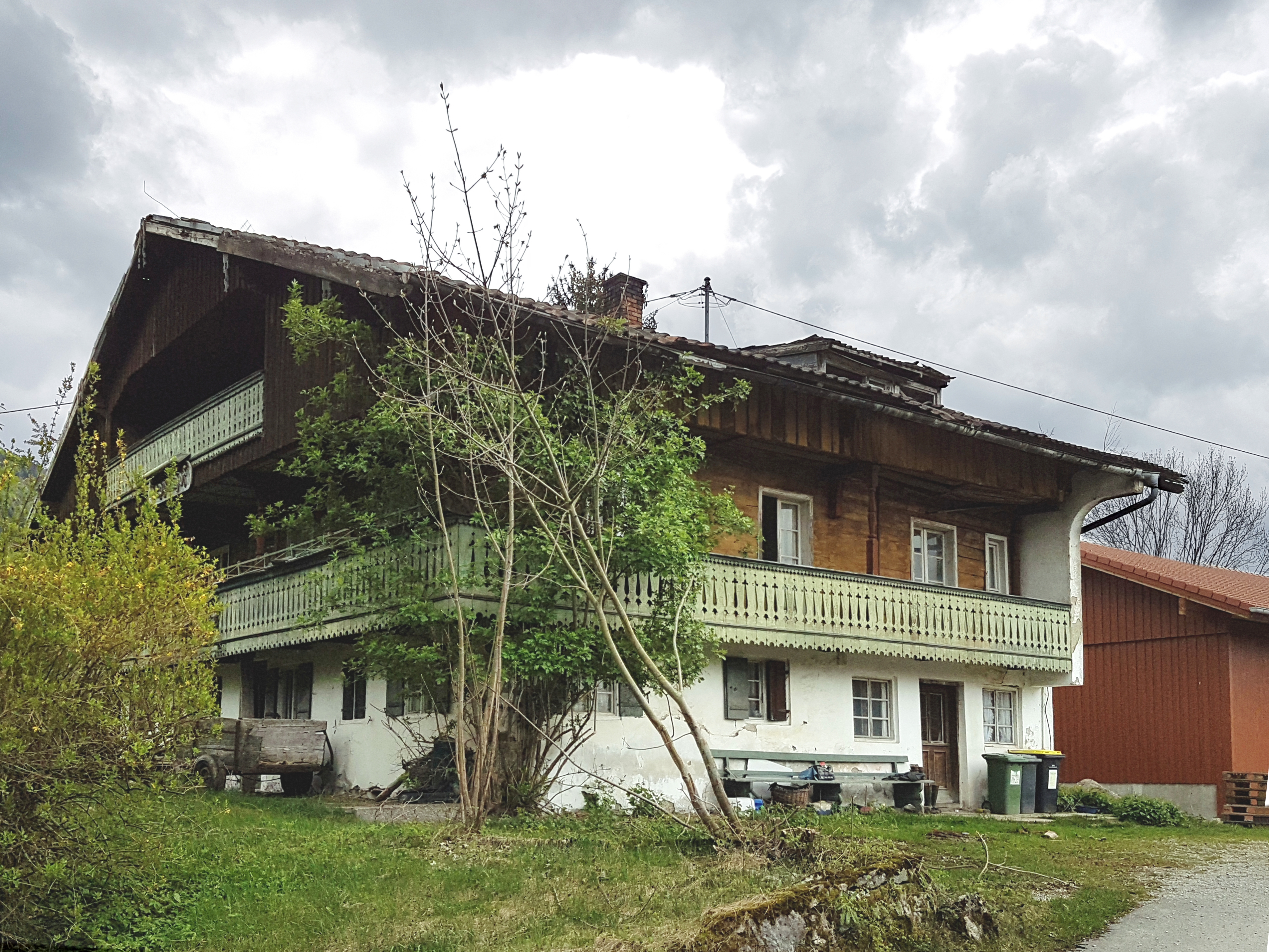
Seppenhof in Bad Heilbrunn

Der sogenannte Seppenhof in Bad Heilbrunn, einer Gemeinde im oberbayerischen Landkreis Bad Tölz-Wolfratshausen, wurde im Kern in der zweiten Hälfte des 17. Jahrhunderts errichtet. Das Wohnhaus an der Adelheidstraße 2 ist ein geschütztes Baudenkmal.
Der Wohnteil eines ehemaligen Bauernhauses ist ein Flachsatteldachbau mit Blockbau-Obergeschoss, dreiseitig umlaufender Laube und teilverschalter Giebellaube.  